# Lovin' Kind of Woman
Lovin' Kind of Woman es el primer y único álbum de estudio de la cantante y actriz estadounidense Micki Grant. Fue publicado en diciembre de 1973 a través de Mercury Records. Producido por Tony Camillo, Lovin' Kind of Woman se grabó en los estudios Venture Sound, en Somerville, New Jersey.

## Recepción de la crítica
Un escritor no especificado de la revista Cash Box declaró: “La encantadora dama que ganó un Grammy por la música y la letra del exitoso musical de Broadway, Don't Bother Me, I Can't Cope, tiene un álbum debut igualmente impresionante que incluye once nuevas composiciones del talentoso artista. El estilo de Micki es, por decir lo menos, fascinante y distintiva, ya que alterna composiciones como «Let's Remember the Good Times», «Bring the Sun My Way», «I Can't Believe It» y la maravillosa canción que da nombre al álbum. Está bien producido (Tony Camillo se encargó de ese aspecto, además de arreglar y dirigir las tareas), el álbum de Micki es una delicia de arriba a abajo”. Un escritor no especificado de la revista Record World indicó que la “brillante compositora” ofrece un álbum excepcionalmente poderoso de sus canciones, excelentemente producidas y arregladas por Tony Camillo.

## Lista de canciones
Todas las canciones escritas y compuestas por Micki Grant.
Lado uno
1. «Let's Remember the Good Times» – 3:22
2. «It's a Grey Day» – 2:23
3. «My Love's So Good» – 3:15
4. «Time Was» – 4:33
5. «It's All Right» – 2:38

Lado dos
1. «Love Power» – 2:58
2. «I Swear by Love» – 2:42
3. «I'm Not Over You Yet» – 2:59
4. «I Can't Believe It» – 2:52
5. «Bring the Sun My Way» – 3:21
6. «Lovin' Kind of Woman» – 3:00

## Créditos y personal
Créditos adaptados desde las notas de álbum de Lovin' Kind of Woman.
Músicos
- Lew Del Gatto – saxofón tenor y barítono, flauta, flauta alto
- Alan Rubin, Randy Brecker – trompeta, fliscorno
- Meco Monardo – trombón
- Dave Taylor – trombón bajo
- Peter Gordon – corno francés
- Tony Posk, John Pintavalle, Guy Lumia – violín
- Julien Barber – viola
- Jesse Levy – violonchelo
- Margaret Ross – armónica
- Pat Rebillot, Harold Wheeler – teclados
- Bob Mann, Jerry Friedman, Jeff Mironov – guitarra
- Bob Babbitt – bajo eléctrico
- Andrew Smith – batería
- Ralph MacDonald, Arthur Jenkins, Jr. – conga, percusión
- Linda November, Maeretha Stewart, Helen Miles – coros

Personal técnico
- Tony Camillo – arreglos, productor, conductor
- Ed Stasium – ingeniero de audio
- Gilbert Kong – masterización
- Dave Domanich, Geraldine Denora – ingeniero asistente

Diseño
- Edward Hardin – fotografía
- Mari Vostal – diseño de portada